# マハルベク・ハダルツェフ
マハルベク・ハダルツェフ（ロシア語:Махарбек Хазбиевич Хадарцев、ローマ字:Makharbek Khadartsev、オセット語: Хæдарцаты Хазбийы фырт Махарбег、1964年10月2日 - ）は、ロシアのレスリング選手。ロシア共和国北オセチア共和国出身。
ハダルツェフは、1988年ソウルオリンピックから4大会連続でオリンピックに出場。ソウルでは、ソ連代表としてフリースタイル90kg級に出場。決勝では日本の太田章を下し金メダルを獲得。1992年バルセロナオリンピックではEUN（独立国家共同体）代表として同90kg級に出場。2大会連続で決勝に進出し、トルコのケナン・シムシェクを下し、金メダルを獲得した。1996年アトランタオリンピックでは、ロシア代表として同90kg級に出場。3大会連続の決勝進出を果たしたが、イランのラスール・ハデムに敗れ、銀メダルに終わった。2000年シドニーオリンピックでは、ウズベキスタン代表として同85kg級に出場。しかし、予選リーグで敗退した。

## 実績
- オリンピック
  - 1988年ソウルオリンピック　金メダル
  - 1992年バルセロナオリンピック　金メダル
  - 1996年アトランタオリンピック　銀メダル
- 世界選手権
  - 優勝　1986、1987、1989、1990、1991年
  - 2位　1994、1995年
  - 3位　1993年
- ヨーロッパ選手権
  - 優勝　1987、1988、1991、1992、1995年